# Jean-Marie Corbun
Jean-Marie Corbun ou Corbun-Saint-Genest, est un armateur, négrier et homme politique français.

## Biographie

### Origines
Jean-Marie Corbun est originaire de Redon en Bretagne.

### Armateur et négrier
Installé comme armateur à Bordeaux, il organise trois expéditions de traite négrière entre 1786 et 1789.
En 1789, plusieurs députés dont les élus bordelais Jean-Marie Corbun et Béchade-Casaux, envoient une adresse à l'Assemblée Nationale demandant le maintien de la traite négrière et de l'esclavage dans les colonies.

### Homme politique
Il est élu, le 24 germinal an V, député de la Gironde au Conseil des Cinq-Cents.
En 1797, en collaboration avec François-Jean Baudouin, Jean-Marie Corbun publie Opinion de Corbun, député de la Gironde au Conseil des cinq-cents, sur l'impôt prétendu indirect qu'on a proposé de percevoir sur les sels à l'extraction des salines et des marais salants chez l'éditeur Baudouin, imprimeur du Corps législatif, place du Carrousel.
Lors de la séance du 12 prairial (31 mai 1798), il accusa de vol Sonthonax, commissaire civil à Saint-Domingue. Il lui reproche d'avoir saisi illégalement un navire de Bordeaux au prétexte que la résidence en France du propriétaire « n'est pas constatée ». Il quitta l'Assemblée en l'an VII,.

### Sources
- « Jean-Marie Corbun », dans Adolphe Robert et Gaston Cougny, Dictionnaire des parlementaires français, Edgar Bourloton, 1889-1891 [détail de l’édition]